# Woodstone
Woodstone – osada w Anglii, w hrabstwie Durham. Leży 9 km na północny wschód od miasta Durham i 382 km na północ od Londynu.